# 吴乃文
吴乃文（？—），男，中华人民共和国政治人物，曾任中华人民共和国海关总署副署长，国务院关税税则委员会委员。